# Lindern (Cloppenburg)
Lindern is een gemeente in de Duitse deelstaat Nedersaksen. De gemeente maakt deel uit van het Landkreis Cloppenburg.
Lindern telt 4.878 inwoners.

## Indeling van de gemeente
De gemeente bestaat uit het centrale dorp Lindern, waar ongeveer de helft van de inwoners der gehele gemeente woont, en waar ook het gemeentehuis staat, en verder een aantal kleinere dorpen en gehuchten (Bauerschaften). Dit zijn:
Auen, Garen, Großenging, Gingermühlen, Klöbbergen, Hegel, Holthaus, Kleinenging, Liener, Lienerloh, Marren, Neuenkämpen, Osterlindern, Garen-Nieholte, Stühlenfeld en Varbrügge.
Van deze plaatsjes zijn Garen, ten zuiden van het hoofddorp, en Liener, 3 km ten westen van het hoofddorp, het grootst. Beide dorpjes hebben naar schatting circa 500 inwoners.

## Ligging, verkeer, vervoer
Lindern ligt bij de westgrens van Landkreis Cloppenburg met het Emsland. Het landschap van de gemeente lijkt sterk op dat in de Nederlandse provincie Drenthe: deels met naaldbomen beboste zandruggen en tot 40 meter hoge heuveltjes, afgewisseld met beekdalen en hoogveengebieden.

### Naburige gemeentes
- Werlte, 8 km westwaarts, Sögel en Lathen, respectievelijk nog 11 en 25 km verder westwaarts
- Löningen, 12 km zuidwaarts
- Lastrup, 9 km zuidoostwaarts en Cloppenburg, over de B 213 nog 14 km verder oostwaarts
- Friesoythe, 23 km noordwaarts

### Wegverkeer
Het dorp ligt ongeveer halverwege een provinciale weg tussen Werlte en Lastrup. Te Lastrup komt deze op de Bundesstraße 213 uit, die noordoostwaarts via Cloppenburg naar Oldenburg leidt, en zuidwestwaarts via Löningen en Rheine in de richting van Twente in Nederland.

### Openbaar vervoer
Openbaar vervoer is beperkt tot schoolbus- en belbusdiensten, die men kan bestellen via de Duitse website www.moobilplus.de. In de weekeinden en 's avonds rijden er helemaal geen bussen. De dichtstbijzijnde spoorwegaansluiting is het station van het 12 km zuidelijker gelegen Löningen. Veel scholieren en forensen uit Lindern plegen voor hun woon-school- of woon-werk-reis op de fiets naar Löningen te rijden.

## Geschiedenis
In de Jonge Steentijd leefden in dit gebied reeds mensen, die, blijkens de typerende hunebedden en andere megalietmonumenten, tot de dragers der Trechterbekercultuur (3200-2500 v.C.) behoorden.
De dorpen in de gemeente Lindern zijn in de middeleeuwen rond kleine kerkjes ontstaan. In een niet nauwkeuriger dan omstreeks de 10e eeuw te dateren document van de Abdij Corvey komt het dorp als Lindduri (betekenis: lindenboom) voor. Ook in het gemeentewapen is deze lindenboom afgebeeld.
Het gebied behoorde in de middeleeuwen eerst tot het Graafschap Tecklenburg, dat het in 1400 aan het Prinsbisdom Münster verloor. 
De ten tijde van de Reformatie actieve prediker Herman Bonnus bewerkte een tijdelijke overgang van het dorp naar het lutherse geloof (1543). In 1613 had de Contrareformatie  door de Münsteraner bisschoppen bewerkstelligd, dat Lindern weer rooms-katholiek werd. Tot op de huidige dag zijn de meeste christenen te Lindern katholiek.
Na de Napoleontische tijd behoorde Lindern tot het Groothertogdom Oldenburg en daarna tot het Duitse Keizerrijk.
In 1927 verwoestte een orkaan tachtig boerderijen in en om het dorp. In 1943 en 1945 leed het dorp schade tijdens de Tweede Wereldoorlog. Gelukkig eisten beide catastrofes geen dodelijke slachtoffers.
In 1974 zou Lindern, in het kader van een gemeentelijke herindeling, bij de zuidoostelijke buurgemeente Lastrup worden gevoegd. De plaatselijke bevolking protesteerde hier zo heftig tegen, dat de hogere overheid van deze samenvoeging afzag.

## Economie
Lindern is een sterk agrarisch gekenmerkte gemeente. Landbouw (vooral de verbouw van voedergewassen) en veeteelt zijn de hoofdpijlers van de lokale economie.
Het toerisme is echter in omvang toegenomen, vooral vanwege het natuurschoon in de streek; er zijn tamelijk veel boeren, die op hun erf een vakantiewoning hebben laten bouwen. Daarnaast is er enig midden- en kleinbedrijf voor de lokale behoeften.

## Bezienswaardigheden

### Hunebedden e.d. aan deStraße der Megalithkultur

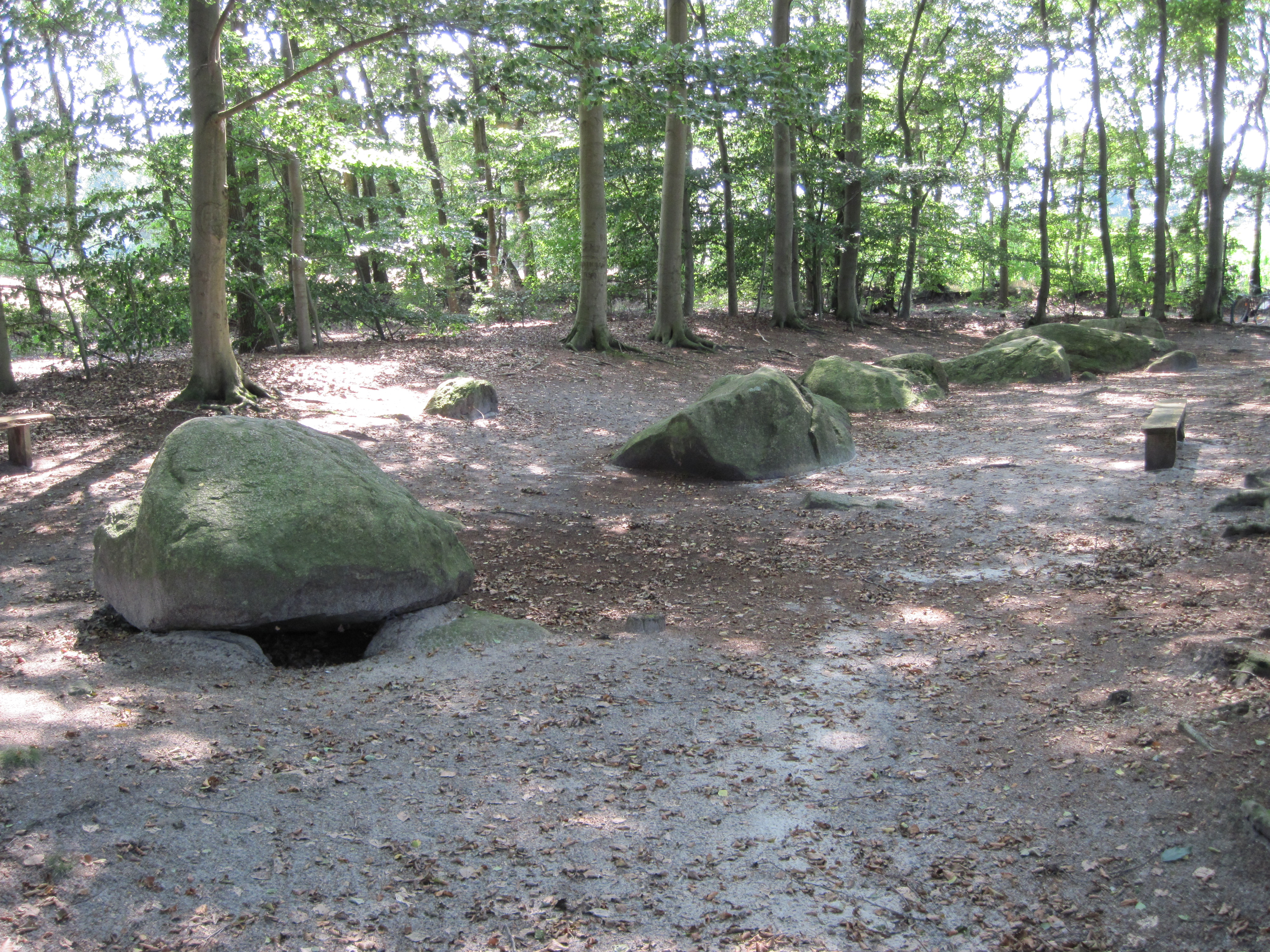
Straße der Megalithkultur 22a, Großsteingrab Schlingsteine (1)
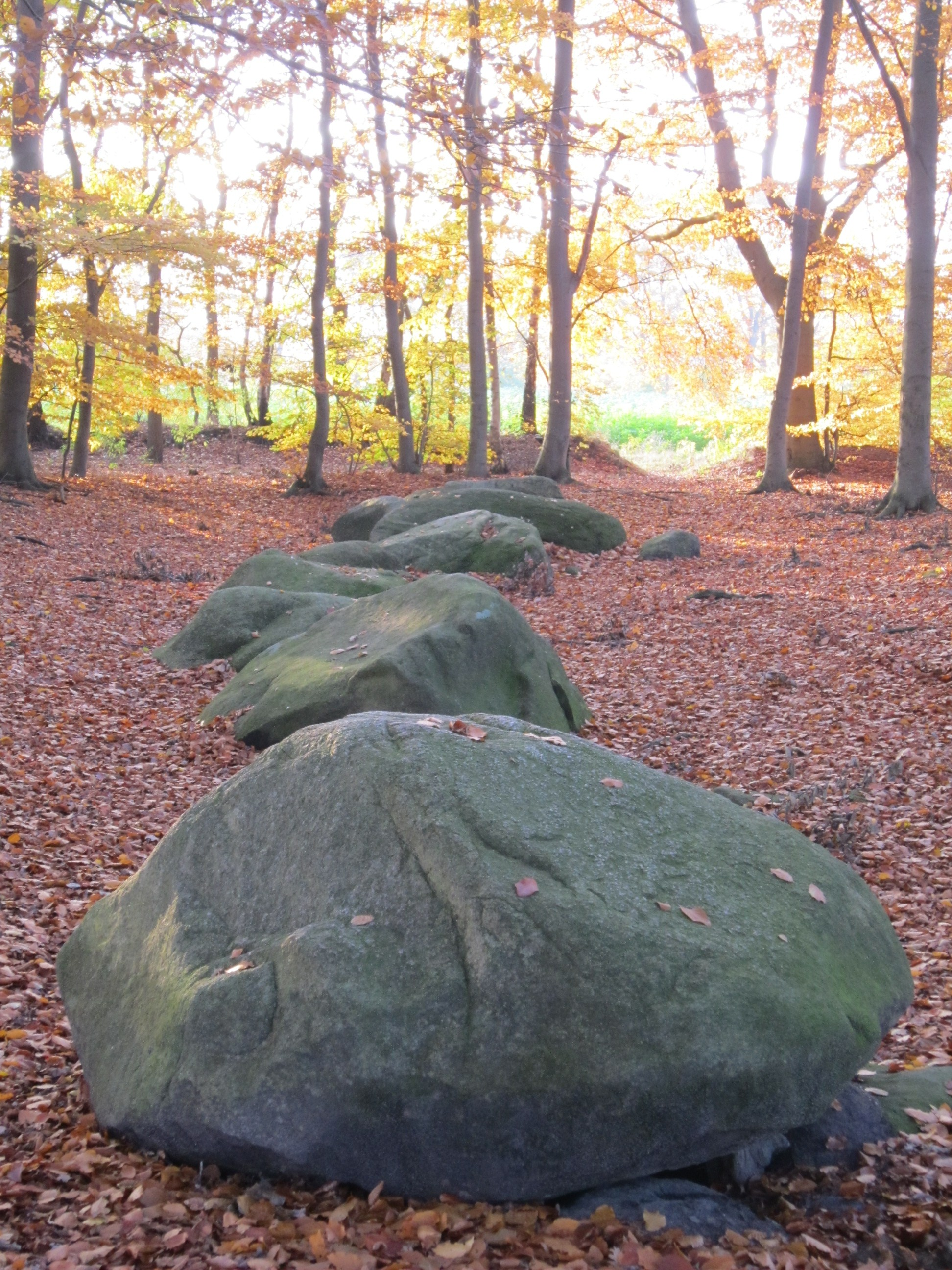
Großsteingrab Schlingsteine (2)
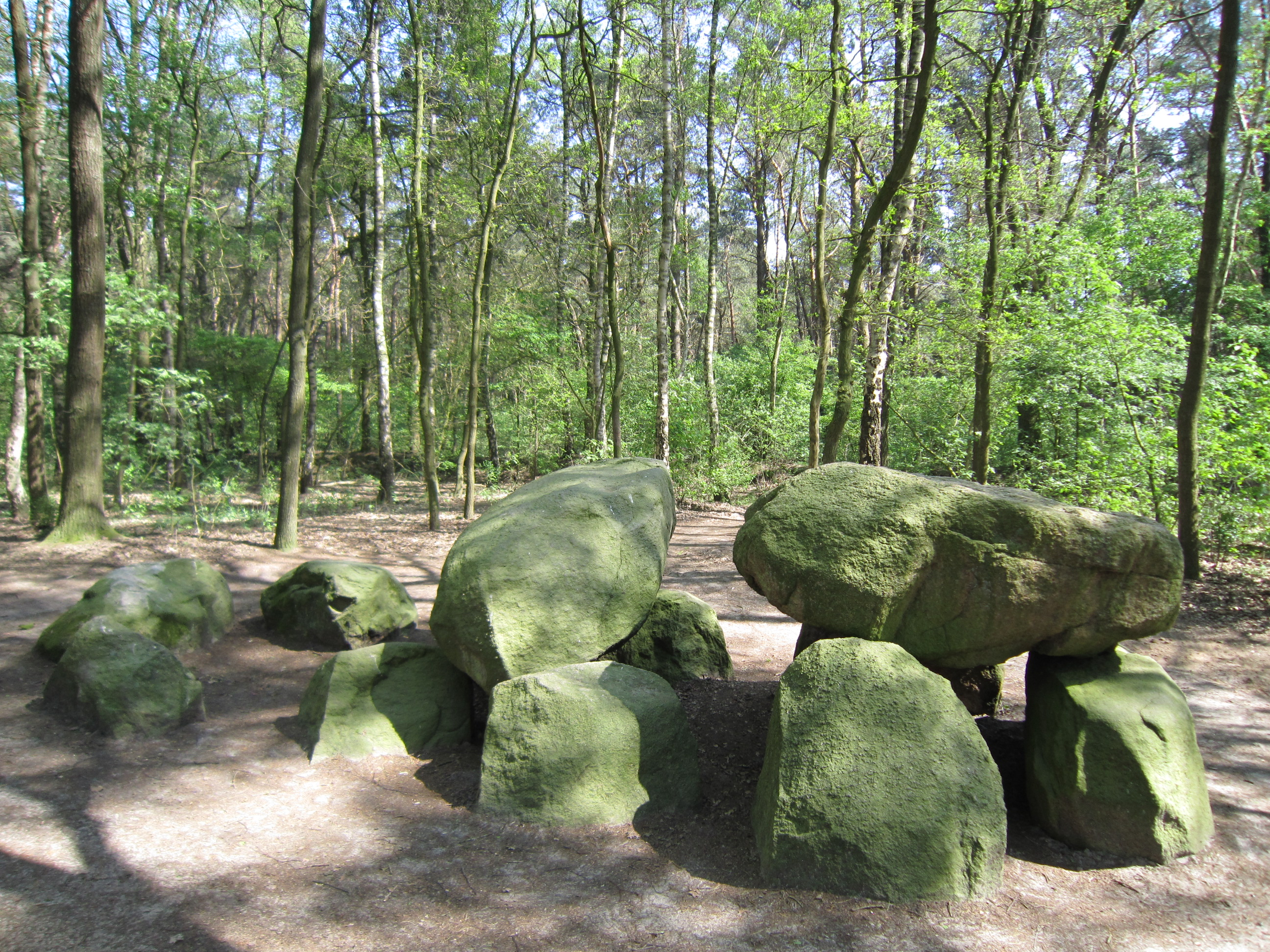
Großsteingrab Hünensteine
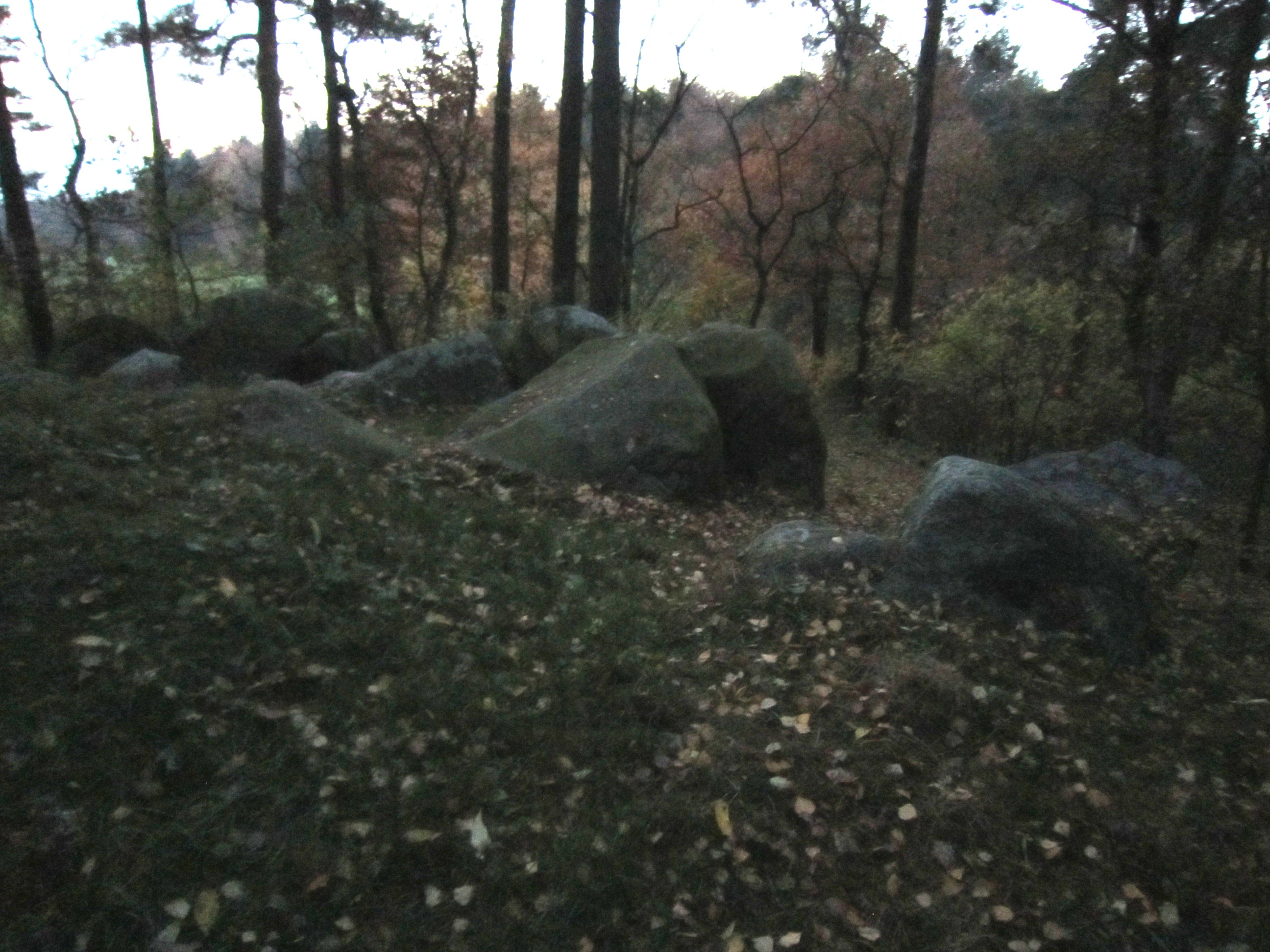
Großsteingrab am hohen Stein und der hohe Stein

- Großsteingrab Schlingsteine, Ortsteil Neuenkämpen, Sprockhoff-Nr. 961
- Großsteingrab Hünensteine Stein im Herrensand of Hünensteine Lindern, Ortsteil Herrensand, Sprockhoff-Nr. 962
- Großsteingrab am hohen Stein und der hohe Stein, Ortsteil Garen, Sprockhoff-Nr. 963 en 964

### Overige
- In de gemeente zijn enige wandel- en fietsroutes uitgezet, die langs de bos- en andere natuurgebieden van de gemeente leiden.
- De historische windmolen van Liener Hermelings Mühle (1872) is nog maalvaardig en is af en toe voor bezichtiging opengesteld.
- Streekmuseum „Dörps- und Buernstowen“ in Liener met historische klompenmakerij
- Lentefeest langs de 1,5 km lange weg Auen-Holthaus, in het westen van de gemeente, waar jaarlijks veel narcissen bloeien

## Afbeeldingen

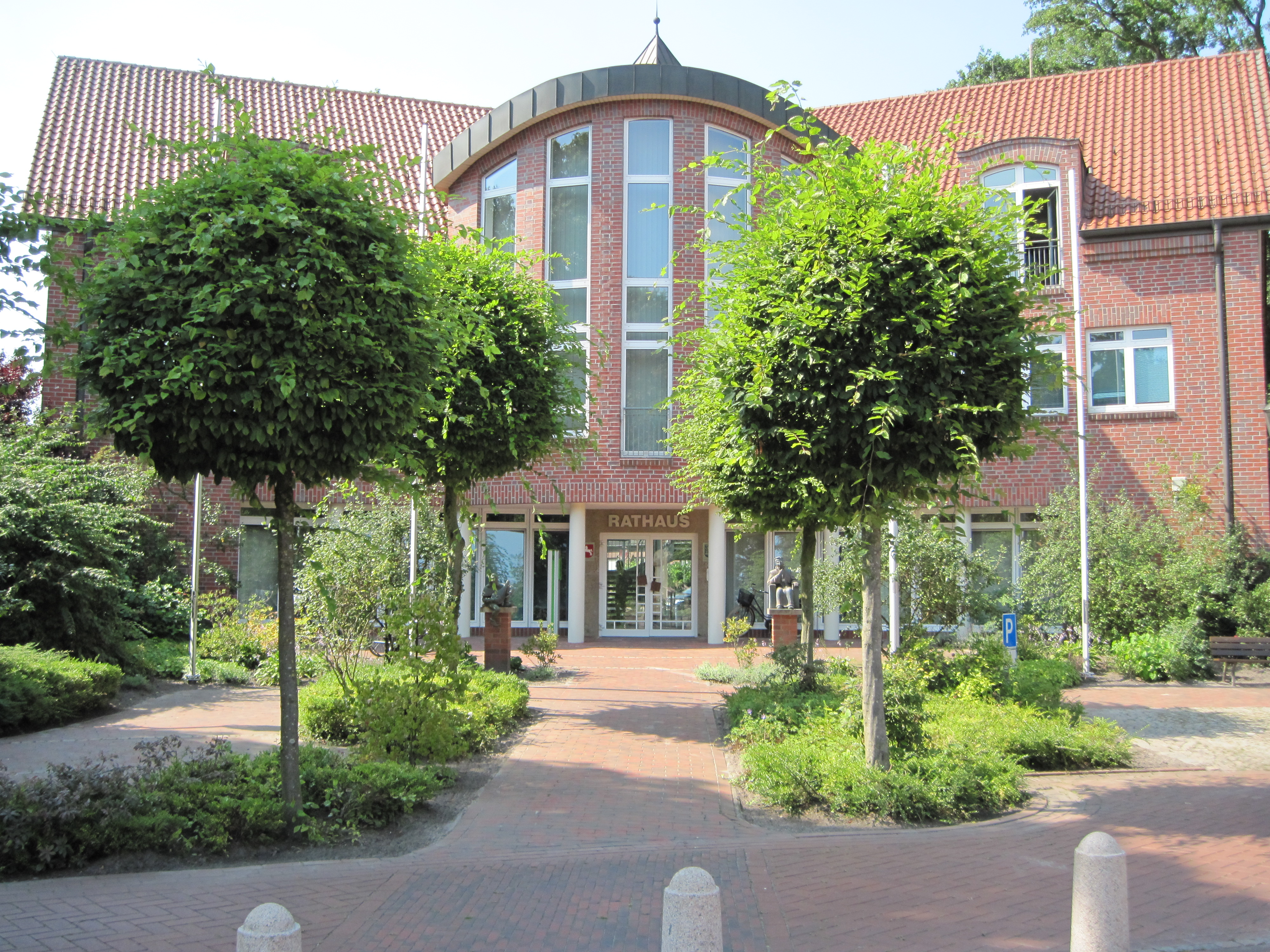
Gemeentehuis
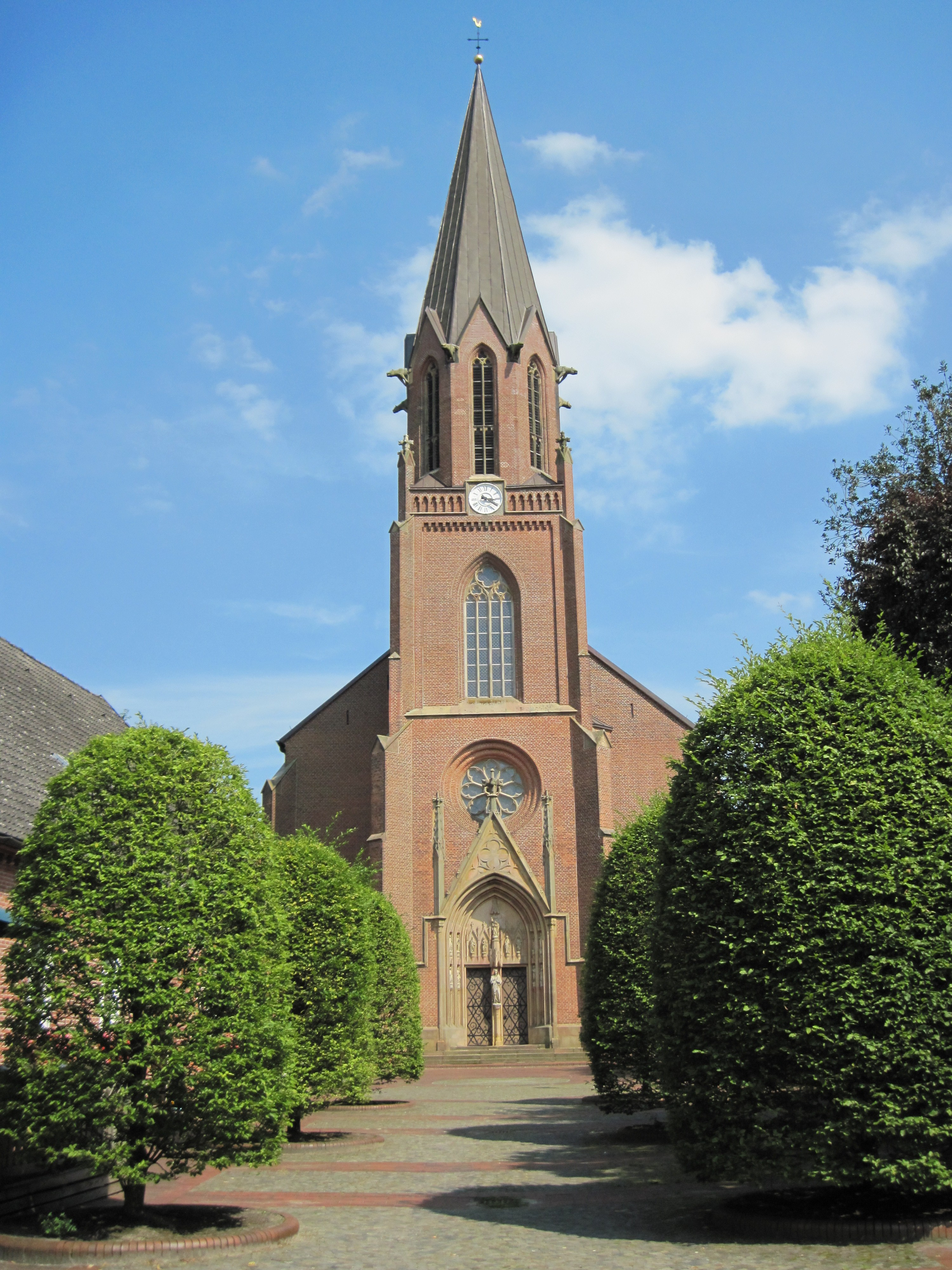
R.K. St. Catharina-van-Sienakerk te Lindern (ca. 1850)
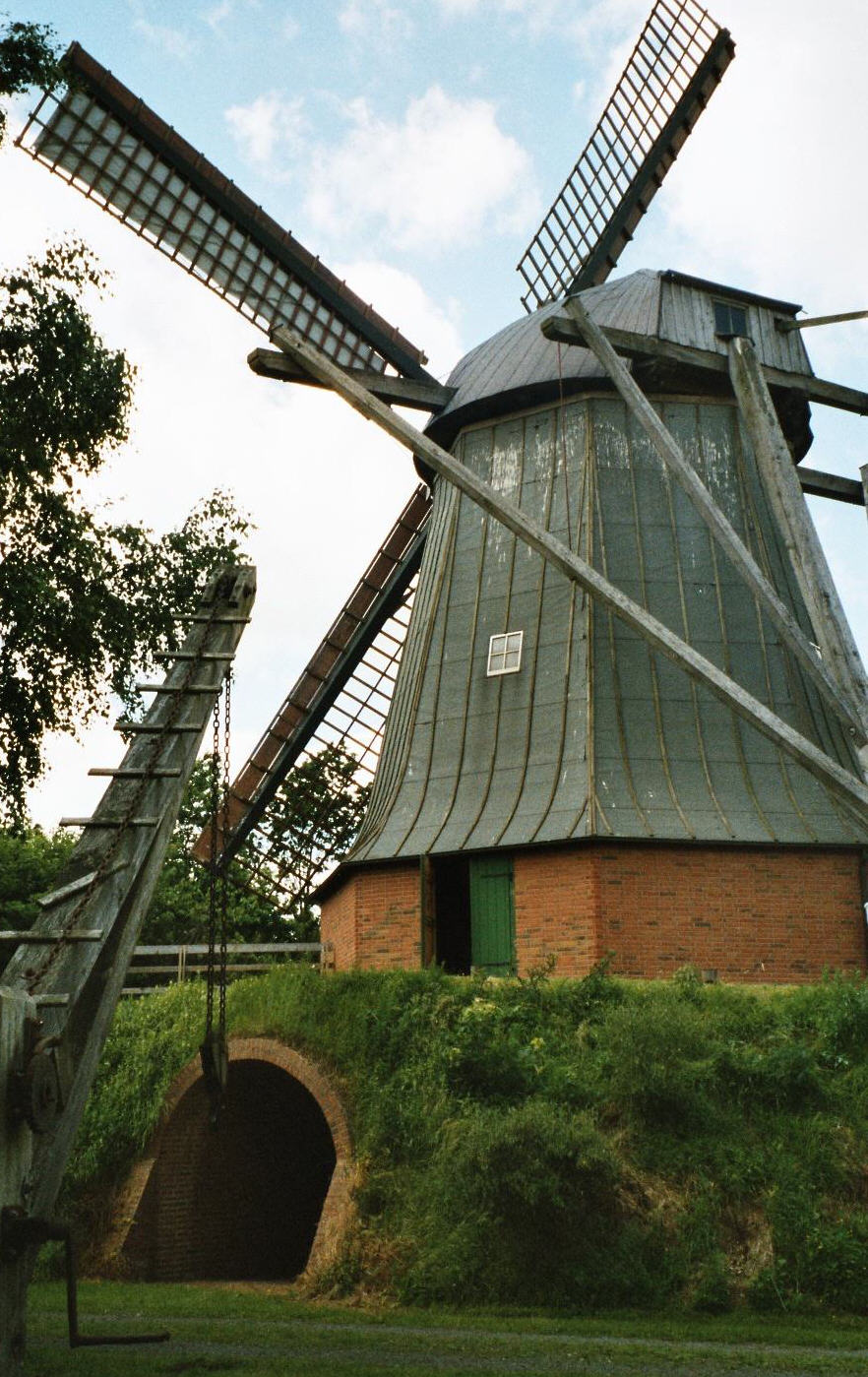
Hermelings Mühle te Liener
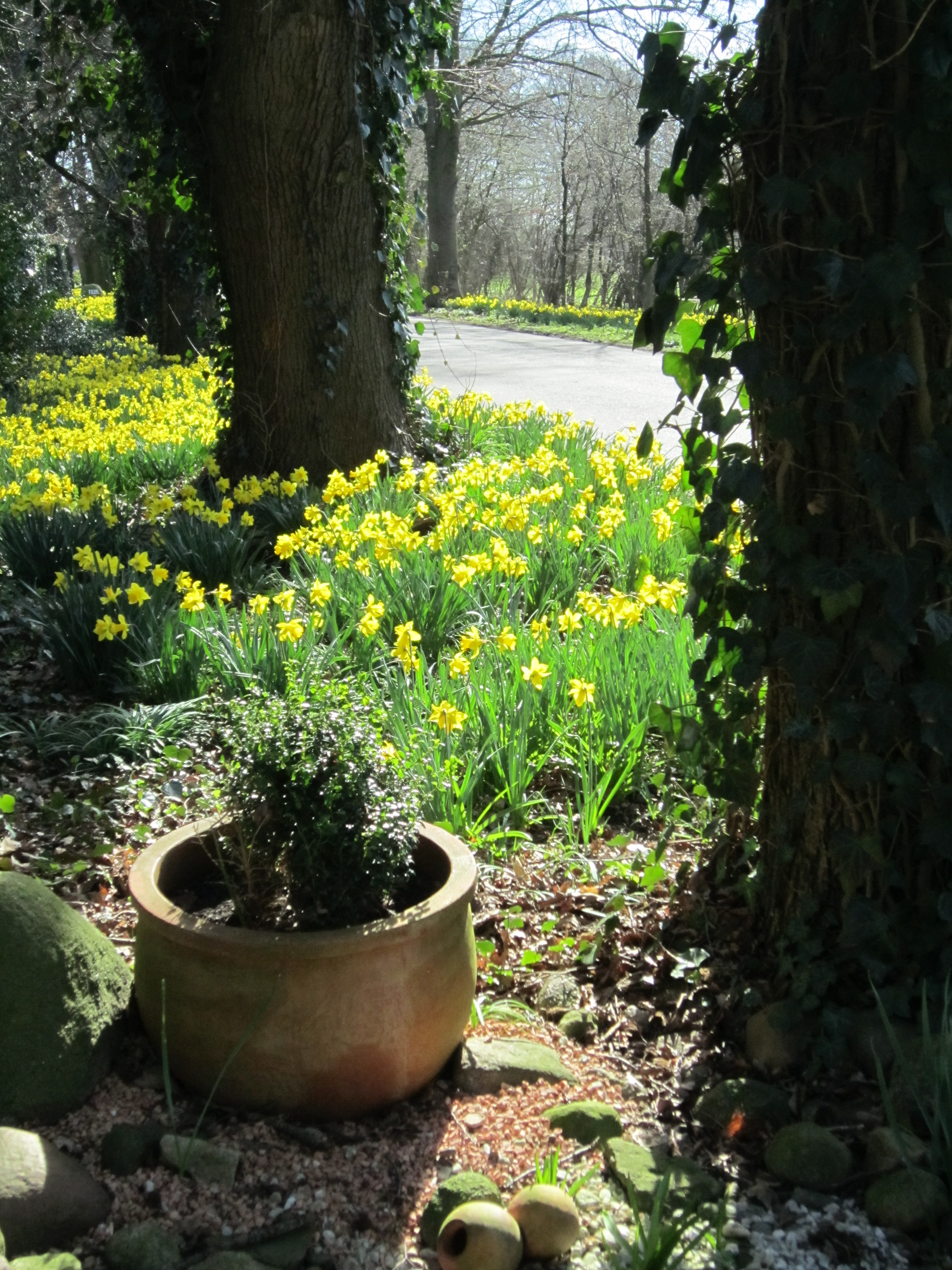
Lente-/narcissenfeest Auen-Holthaus (1)
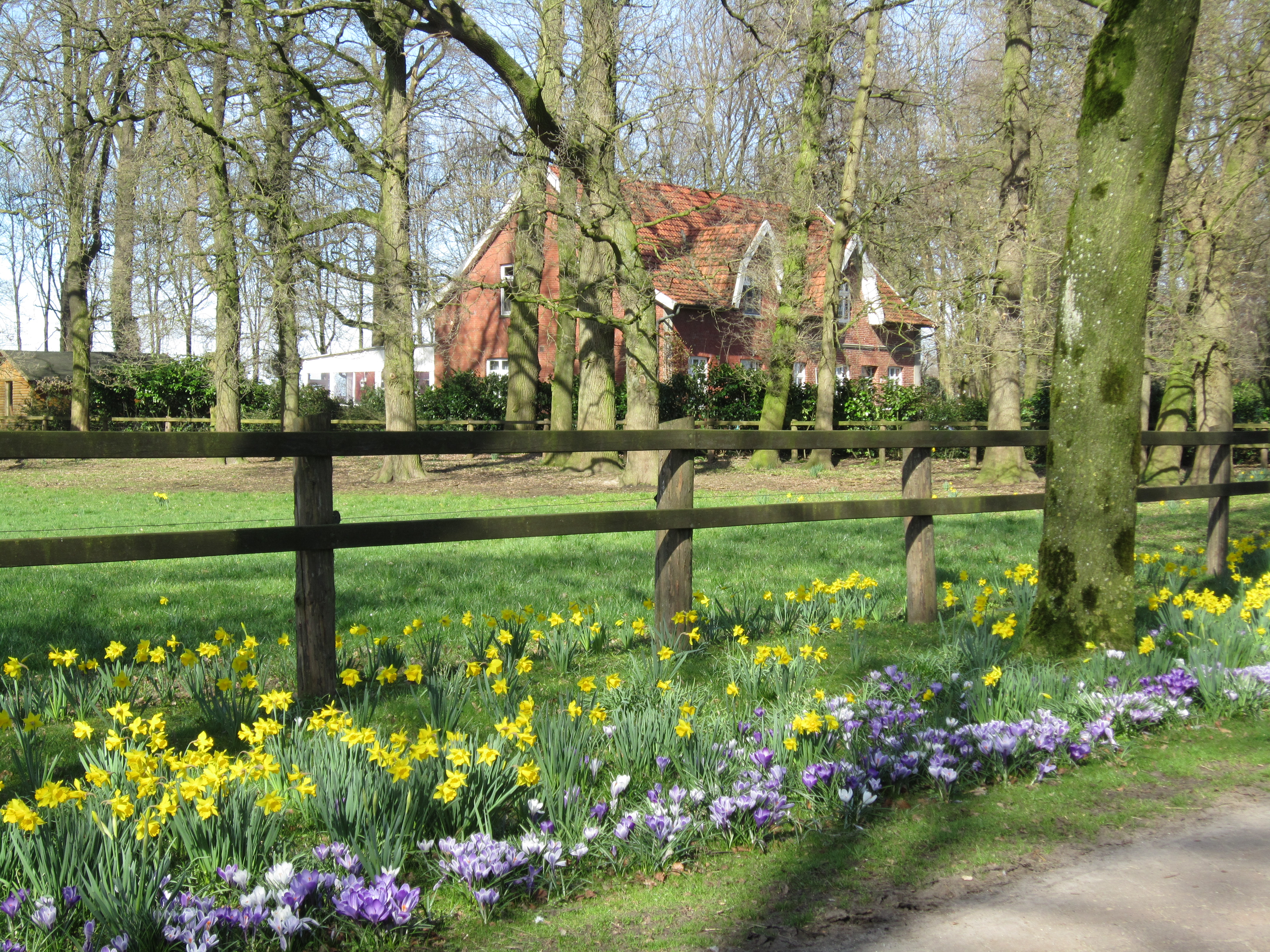
Lente-/narcissenfeest Auen-Holthaus (2)

## Partnergemeente
- Mrocza,  Polen.

- Gemeinsame Normdatei: 4290533-3
- Virtual International Authority File: 244672418
- WorldCat: E39PBJxhtCcdvtJ8Gp7TY8DyVC

Barßel · Bösel · Cappeln · Cloppenburg · Emstek · Essen · Friesoythe · Garrel · Lastrup · Lindern · Löningen · Molbergen · Saterland